# 위상 잡음

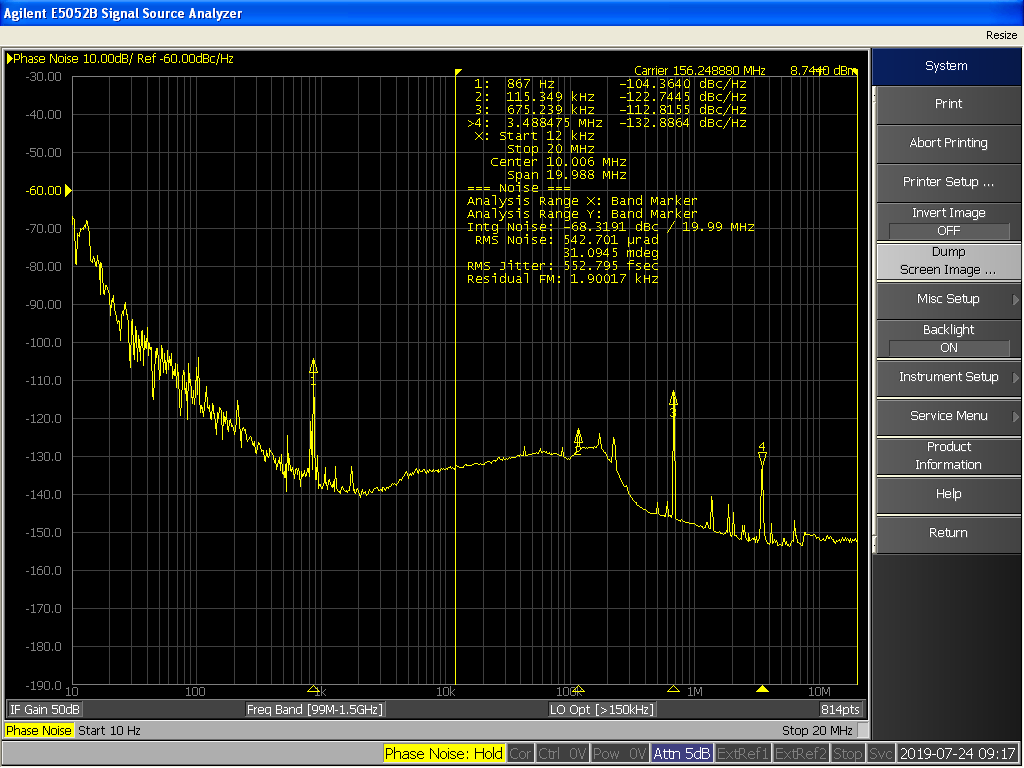
신호원 분석기(signal source analyzer, SSA)로 측정한 위상 잡음. SSA는 양(positive)의 위상 잡음을 보여준다. 이 그림에서 메인 캐리어(carrier), 3개의 다른 신호, 그리고 노이즈 힐(noise hill)이 있다.

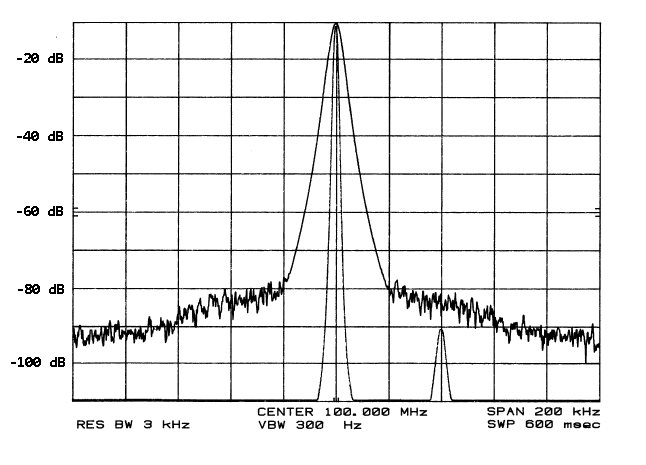
약한 신호가 더 강한 신호의 위상 잡음 안에서 사라진다.

신호 처리에서 위상 잡음(位相雜音, phase noise)은 파형 위상에서 무작위 변동의 주파수 영역 표현을 말하며, 완벽한 주기(지터)로부터의 시간 영역 편차와 일치한다. 대체로 말하면, 무선주파수 공학자들은 진동의 위상 잡음을 이야기하는 반면, 디지털 시스템 공학자들은 시계의 지터를 가지고 작업한다.

## 정의
역사적으로 널리 통용되는 위상 잡음의 상충되는 정의가 두 개 있다. 일부 저자들은 위상 잡음을 신호 위상의 스펙트럼 밀도만으로 정의하지만, 또다른 정의로는 신호 그 자체의 스펙트럼 추정에서 비롯되는 위상 스펙트럼(진폭 스펙트럼과 짝을 이룸)을 의미한다.